# Quinto (Tessin)
Quinto est une commune suisse du canton du Tessin, située dans le district de Léventine.

## Histoire
Par votation populaire, les habitants approuvent, le 26 novembre 2023, l’intégration de la commune de Prato à leur territoire. La fusion devient effective le 6 avril 2025.